# Ansonia khaochangensis
Ansonia khaochangensis é uma espécie de anfíbio anuro da família Bufonidae. Está presente na Tailândia. A UICN classificou-a como deficiente de dados.